# Дедециус, Карл
Карл Дедециус (нем. Karl Dedecius, 20 мая 1921, Лодзь — 26 февраля 2016, Франкфурт-на-Майне) — немецкий филолог-славист, выдающийся переводчик русской и польской литературы.

## Биография
Родился в семье судетских немцев, переехавших в Польшу. После вторжения нацистской Германии в Польшу был мобилизован на трудовую повинность, а затем в немецкую армию. Воевал на Восточном фронте, был тяжело ранен под Сталинградом. Оказался в советском плену, где выучил русский язык, читая в лазарете Пушкина и Лермонтова.
Был освобожден в 1950, поселился в Веймаре. В 1952 переехал в ФРГ. Служил в страховой компании Allianz. В свободное время начал заниматься художественным переводом с польского. В 1959 опубликовал первый сборник своих переводов Уроки молчания, куда вошли произведения Чеслава Милоша, Виславы Шимборской, Станислава Ежи Леца, Збигнева Херберта, Тадеуша Ружевича.
В 1979 основал Немецко-польский институт в Дармштадте, которым руководил до 1999. По его инициативе и при активнейшем участии издательством Suhrkamp Verlag была издана Польская библиотека в 50 томах (1982—2000), Панорама польской литературы XX века в 7 томах (1996—2000).
С русского переводил произведения Маяковского, Есенина, Бродского.
Карл Дедециус перевел на немецкий язык произведения более трехсот польских поэтов и прозаиков. Среди них Юлиан Тувим, Адам Мицкевич, Чеслав Милош, Тадеуш Ружевич и многие другие.
Автор мемуарной книги Европеец из Лодзи (2006).

## Публикации
- 1971: Deutsche und Polen. Botschaft der Bücher. München: Hanser. ISBN 3-446-11481-5.
- 1974: Überall ist Polen. Frankfurt a.M.: Suhrkamp. ISBN 3-518-36695-5.
- 1975: Polnische Profile. Frankfurt a.M.: Suhrkamp. ISBN 3-518-02570-8.
- 1981: Zur Literatur und Kultur Polens. Frankfurt a.M.: Suhrkamp. ISBN 3-518-02571-6
- 1981: Polnische Pointen Satiren und kleine Prosa des 20.Jahrhunderts Karl Dedecius Ullstein Buch
- 1986: Vom Übersetzen. Theorie und Praxis. Frankfurt a.M.: Suhrkamp. ISBN 3-518-37758-2.
- 1988: Von Polens Poeten. Frankfurt a.M.: Suhrkamp. ISBN 3-518-37979-8.
- 1990: Lebenslauf aus Büchern und Blättern Frankfurt a.M.: Suhrkamp. ISBN 3-518-40309-5.
- 1996: Ost West Basar. Ansprachen Essays Würdigungen. Mit einem Geleitwort von Marion Gräfin Dönhoff. Ausgewählt und mit einem Nachwort versehen von Andreas Lawaty. Zürich: Ammann-Verlag. ISBN 3-250-10283-0
- 2000: Panorama der polnischen Literatur des 20. Jahrhunderts. Abt.V. Panorama. Ein Rundblick. Zürich: Ammann-Verlag. ISBN 3-250-50005-4.
- 2002: Die Kunst der Übersetzung. Berlin: Logos Verlag. ISBN 3-8325-0000-6.
- 2006: Ein Europäer aus Lodz : Erinnerungen, Frankfurt am Main: Suhrkamp, ISBN 3-518-41756-8

## Признание
Почетный доктор нескольких университетов, лауреат многочисленных премий и других наград. Премия мира немецких книготорговцев (1990). Имя Дедециуса носит гимназия с углубленным изучением немецкого языка в Лодзи (2002). В 2004 в ФРГ учреждена переводческая премия имени Карла Дедециуса. Лауреат Немецкой национальной премии (2010).